# Galleggiante (pesca)

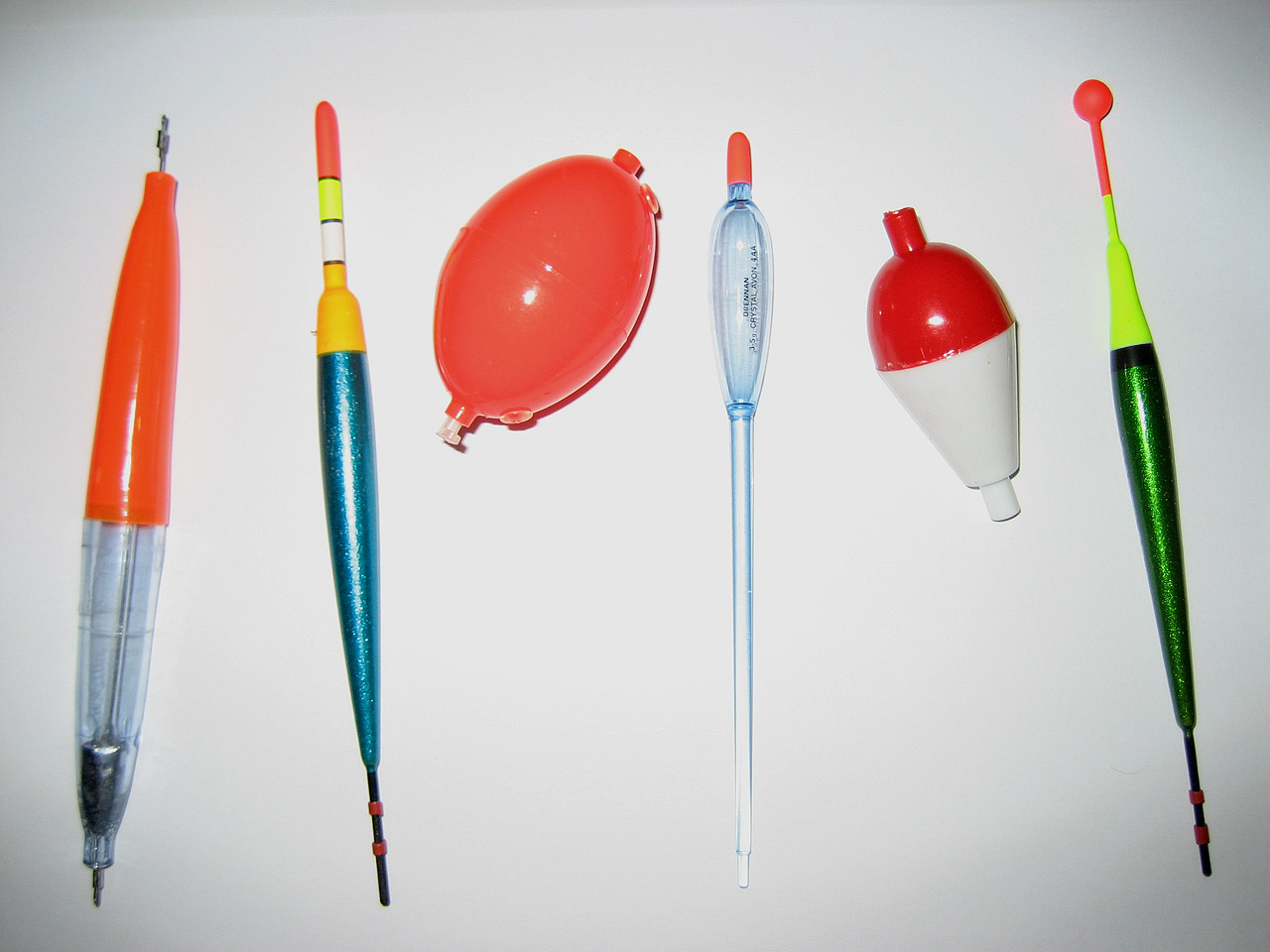
Diversi tipi di galleggiante

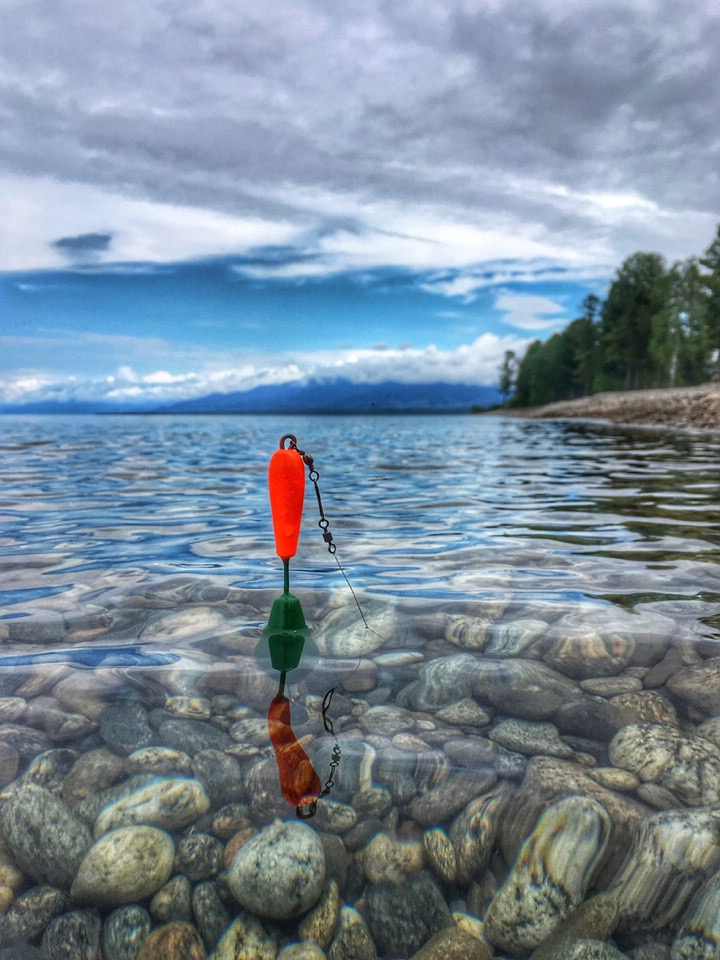
Canna da pesca galleggiante. Lago Baikal. Siberia orientale

Un galleggiante è un oggetto costruito espressamente per galleggiare sull'acqua come parte di un meccanismo più complicato o come mezzo di segnalazione di un punto specifico.
Visto che il materiale con cui è composto deve avere una bassa densità per galleggiare, il galleggiante deve essere realizzato con materiali leggeri: esempi comuni sono legni come la balsa o plastica leggera. Eventualmente il galleggiante può essere vuoto all'interno.

## Storia
È impossibile dire con un certo grado di precisione chi abbia usato per primo un galleggiante per indicare che un pesce aveva abboccato, ma si può affermare con una alta certezza che le persone usavano pezzi di ramoscello, penne d'uccello o foglie arrotolate come indicatori di morso, molti anni prima di qualsiasi prova documentata. La prima menzione conosciuta dell'uso di un galleggiante appare nel libro "Treatyse of fysshynge wyth an Angle" scritto da Juliana Berners nel 1496:
"All maner lynes that be not for the grounde must haue flotes, and the rennyng ground lyne must haue a flote, the lyeng ground lyne must haue a flote."
Il metodo descritto prevedeva di praticare un foro attraverso un tappo di sughero in modo che la lenza potesse essere attraversata e intrappolata con una penna. Libri successivi come "The Art of Angling" di Gerald Eades Bentley nel 1577 e l'opera classica "The Compleat Angler" pubblicata per la prima volta nel 1653, scritta da Izaak Walton, fornirono maggiori dettagli sulla pesca e sull'uso dei galleggianti.
Prima del 1800 circa, i pescatori costruivano i propri galleggianti, una pratica in voga anche in tempi moderni. Quando la pesca con l'amo divenne più popolare, le aziende iniziarono a produrre galleggianti in stili diversi per soddisfare la crescente domanda. Nel 1921, aziende come Wadhams avevano almeno 250 galleggianti principalmente in celluloide nel loro catalogo.
Il galleggiante da pesca è diventato poi oggetto di molti cambiamenti pratici e teorici. I pescatori inglesi come Peter Drennan (Drennan International) e Kenneth Middleton (Middy Tackle) e pescatori americani come l'ex campione del mondo di Chicago Mick Thill (Thill Floats) hanno creato grandi aziende che progettano e commercializzano galleggianti da pesca.

## Pesca
Costruito in svariate forme, peso e materiali il galleggiante o tappo è un ausilio essenziale per la pesca hobbistica. Viene tarato con dei piombini posti sulla lenza in modo da affondare più o meno facilmente e utilizzato ampiamente nella pesca all'inglese, alla bolognese e nella classica pesca a galleggiante.
Può essere scorrevole o fisso. Viene montato sulla lenza, ed è possibile variarne la sua posizione sulla lenza stessa. Il suo compito è quello di trattenere la lenza ad una profondità prestabilita e di segnalare al pescatore le abboccate del pesce, immergendosi. I materiali più comuni con il quale viene costruito sono la balsa, il sughero, il polistirolo ed in misura minore anche la plastica.

## Tipi comuni di galleggianti da pesca

### Avon
Avon è un galleggiante dritto con un corpo in alto. È stato progettato per far fronte alle condizioni di flusso veloce del fiume inglese Avon.

### A bolla (bubble)
I galleggianti a bolla sono piccole palline cave che vengono utilizzate per controllare la lenza.

### Dink
Il Dink è comunemente costituito da un cilindro di schiuma scura con un cilindro più piccolo di sughero sulla parte superiore, poi verniciato. Il vantaggio principale è che il galleggiante non ha bisogno di stopper (un piccolo pezzo di lenza, di gomma o di plastica che viene legato o infilato sulla lenza per impostare la profondità di un galleggiante) sulla lenza principale.

### Popper
Un galleggiante popper, comunemente chiamato "tappo di sughero", è progettato per imitare un grande pesce che si nutre in superficie.

### Penna
La penna è uno dei primi galleggianti, originariamente era una penna di uccello, ma successivamente le penne di istrice dall'Africa sono diventate uno standard per il galleggiante.

### Self-cocking
I galleggianti self-cocking possono essere di molti stili, ma sono tutti zavorrati in modo che nell'acqua stiano automaticamente in piedi senza l'uso di pallini o pesi sulla lenza.

### Stick
Lo Stick è un galleggiante dritto con una conicità. È sempre attaccato alla linea sia in alto che in basso. Sono realizzati con due materiali diversi, una sezione superiore leggera e galleggiante in legno di balsa e uno stelo pesante di canna dura, legno duro non galleggiante o plastica.

### Waggler
Waggler è il termine dato a qualsiasi galleggiante che è attaccato solo in fondo alla linea. Sono di due tipi diversi, dritti o corposi. Sono realizzati con una varietà di materiali tra cui penne (come quelle di pavone), legno di balsa, canna, plastica.

### Con controllo della direzione
I galleggianti con controllo della direzione cambiano direzione planando o spostandosi su un lato quando vengono tirati.

## Galleria d'immagini

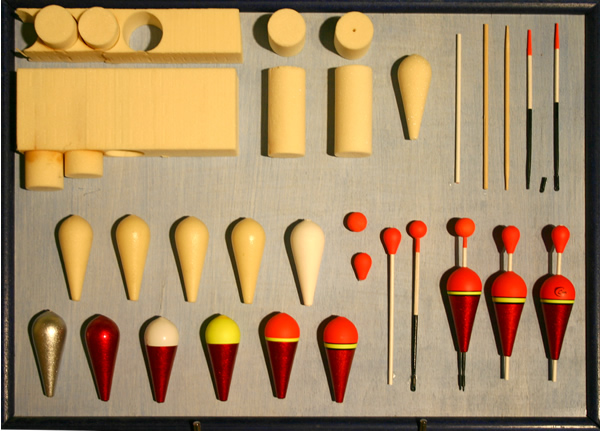
Fasi di fabbricazione di un galleggiante da pesca
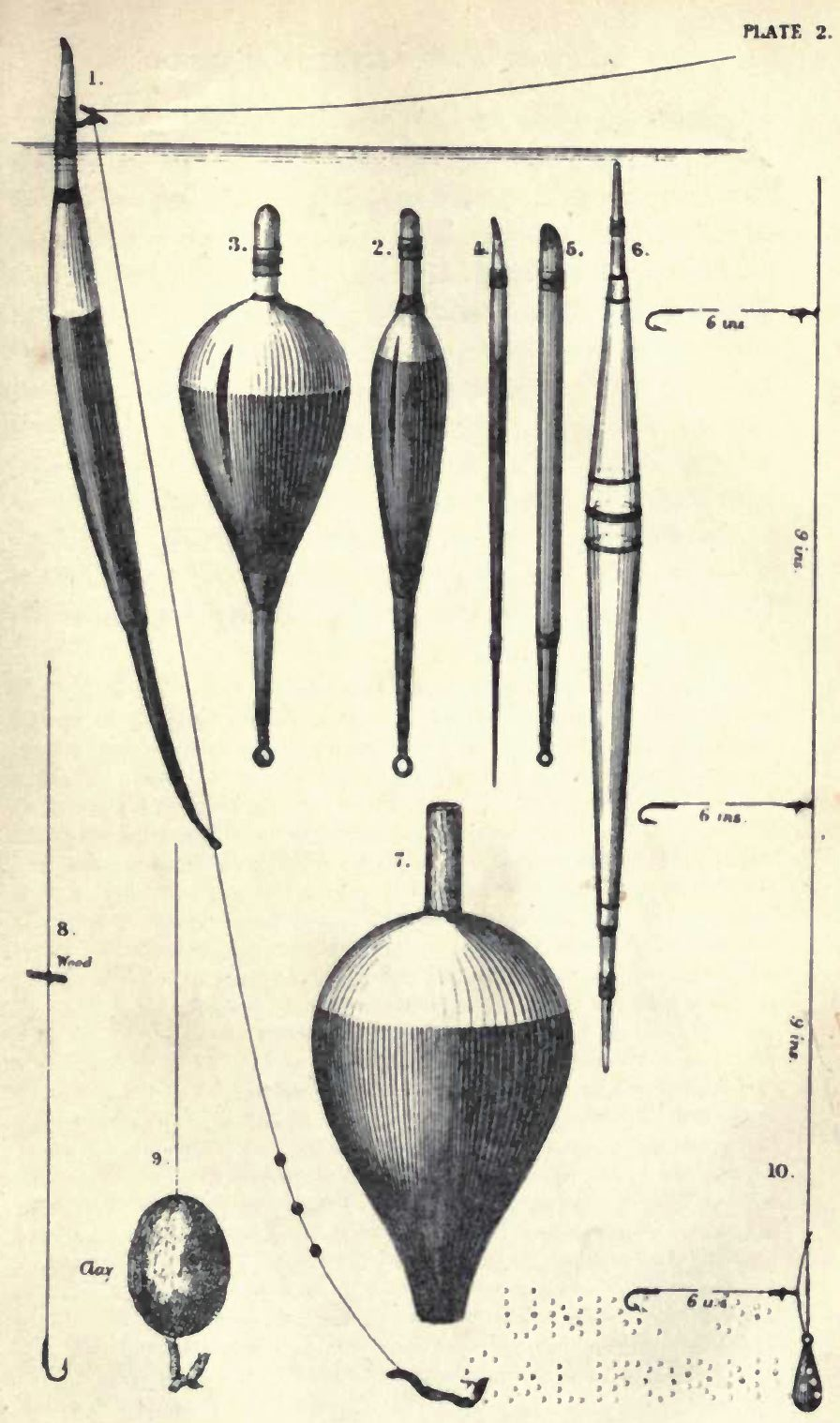
Il cursore e altri galleggianti, da A Book on Angling di Francis Francis, 1876
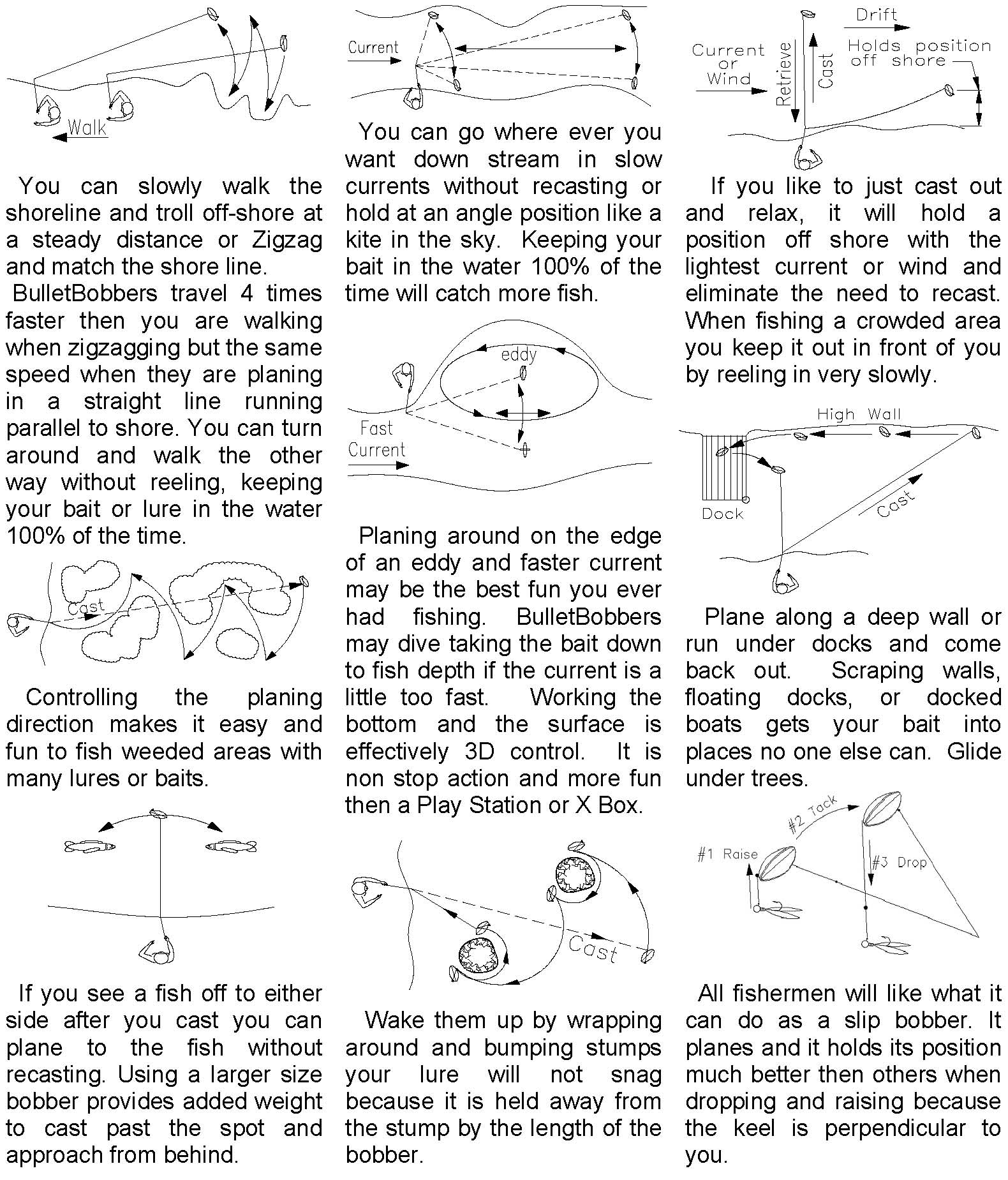
Tecniche di utilizzo dei galleggianti da pesca con controllo di direzione
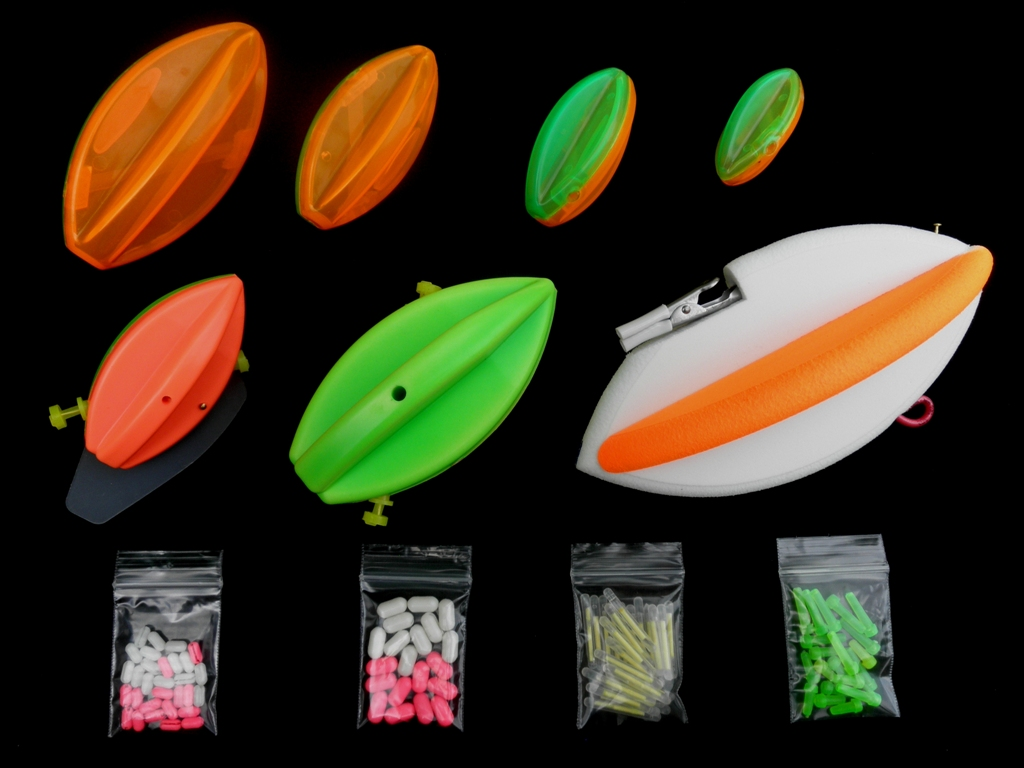
Galleggianti da pesca con controllo di direzione